# Trichostylum rufipalpe
Trichostylum rufipalpe là một loài ruồi trong họ Tachinidae.